# 카쿠시고토
카쿠시고토(일본어: かくしごと, Kakushigoto: My Dad's Secret Ambition)는 구메타 고지의 일본 코미디 만화 시리즈이다. 2015년 12월부터 2020년 7월까지 고단샤 월간 소년 매거진에 연재되었으며 단행본 12권으로 수집되었다. 아지아도가 제작한 애니메이션 TV 시리즈 각색판은 2020년 4월부터 6월까지 방영되었다. 애니메이션 편집 영화는 2021년 7월에 개봉되었다.

## 구성
고토 카쿠시는 생계를 위해 엣치 만화를 그린다. 그 사실이 그의 딸 히메를 그에게서 멀어지게 할까 봐 걱정된 그는 결코 그것을 내보내지 않겠다고 맹세한다.